# Karrigan
Finn „karrigan“ Andersen (* 14. dubna 1990) je dánsko-německý profesionální hráč videohry Counter-Strike 2. Známý je mj. díky svému působení jako ingame leader (kapitán) esportového týmu FaZe Clan. V roce 2015 se podílel na založení týmu Astralis. Kromě toho hrál během své kariéry také v týmech Fnatic, Dignitas nebo Mouz. Videohru Counter-Strike hraje kompetitivně již od roku 2006, tedy od svých šestnácti let. Je považován za jednoho z nejlepších ingame leaderů (kapitánů) v historii videohry.

## Kariéra
K videohře Counter-Strike se dostal poté, co ji v roce 2001 začal hrát jeho bratr. Profesionálně začal karrigan videohru hrát v roce 2006, přičemž v listopadu 2010 se stal členem e-sportového týmu Full-Gaming a v roce 2012 se stal členem týmu fnatic. Svůj první tzv. major (tj. nejvýznamnější turnaj ve videohře) vyhrál v roce 2022, konkrétně šlo o PGL Major Antwerp 2022; stal se tak vůbec nejstarším hráčem této videohry, který se svým týmem takový turnaj vyhrál.
Během své kariéry zároveň paralelně studoval a v roce 2015 dokončil magisterské studium v oborech business administration a účetnictví na dánské vysoké škole Copenhagen Business School.
Žije v Aarhusu v Dánsku. V listopadu 2024, jen krátce před začátkem turnaje Perfect World Shanghai Major 2024, oznámil na sociální síti X úmrtí svého bratra.